# 平出の泉
平出の泉（ひらいでのいずみ）は、長野県塩尻市にある泉。塩尻市指定の史跡。

## 地理
塩尻市中心市街地から離れた、山ぎわの平出集落に位置する。縄文時代から平安時代中期にかけての遺跡群である平出遺跡の一角にあって、長い歴史を共にしてきたとされている。平出遺跡は国が1952年（昭和27年）に指定した国指定の史跡であり、「平出の泉とその周辺」についても1970年（昭和45年）、塩尻市の史跡に指定されている。泉の近くには遺跡の出土品を保存・展示している平出遺跡考古博物館がある。
周囲をせき止めて池にしており、面積16.7アール、水深は最大で6メートルである。1秒間に4リットルから5リットルの地下水がわき出しており、「底にある石も、光りをうけてキラキラ光る」のが分かるほど清澄である。地元では水の透明度合いで天気を占っていた。澄んでいれば晴れ、濁り始めればやがて天気が崩れてくるという。
泉の水は水門を通って集落の用水路へと流れて行き、下流の農地を潤している。水争いを避けるため、堰堤が築かれた江戸時代から厳格なしきたりに基づく水管理が行われてきた。上水道が整備される以前は飲料水としても利用されており、「お茶は泉の水にかぎる」と言われていた。
水温は1年間を通してセ氏10度前後に保たれており、冬であっても水面が結氷することはない。気温が氷点下になると、もやが立ちこめてくる。湖畔には約200本の桜（ソメイヨシノ）があり、泉の影響で温暖なのか、市内でも一足先に開花する。

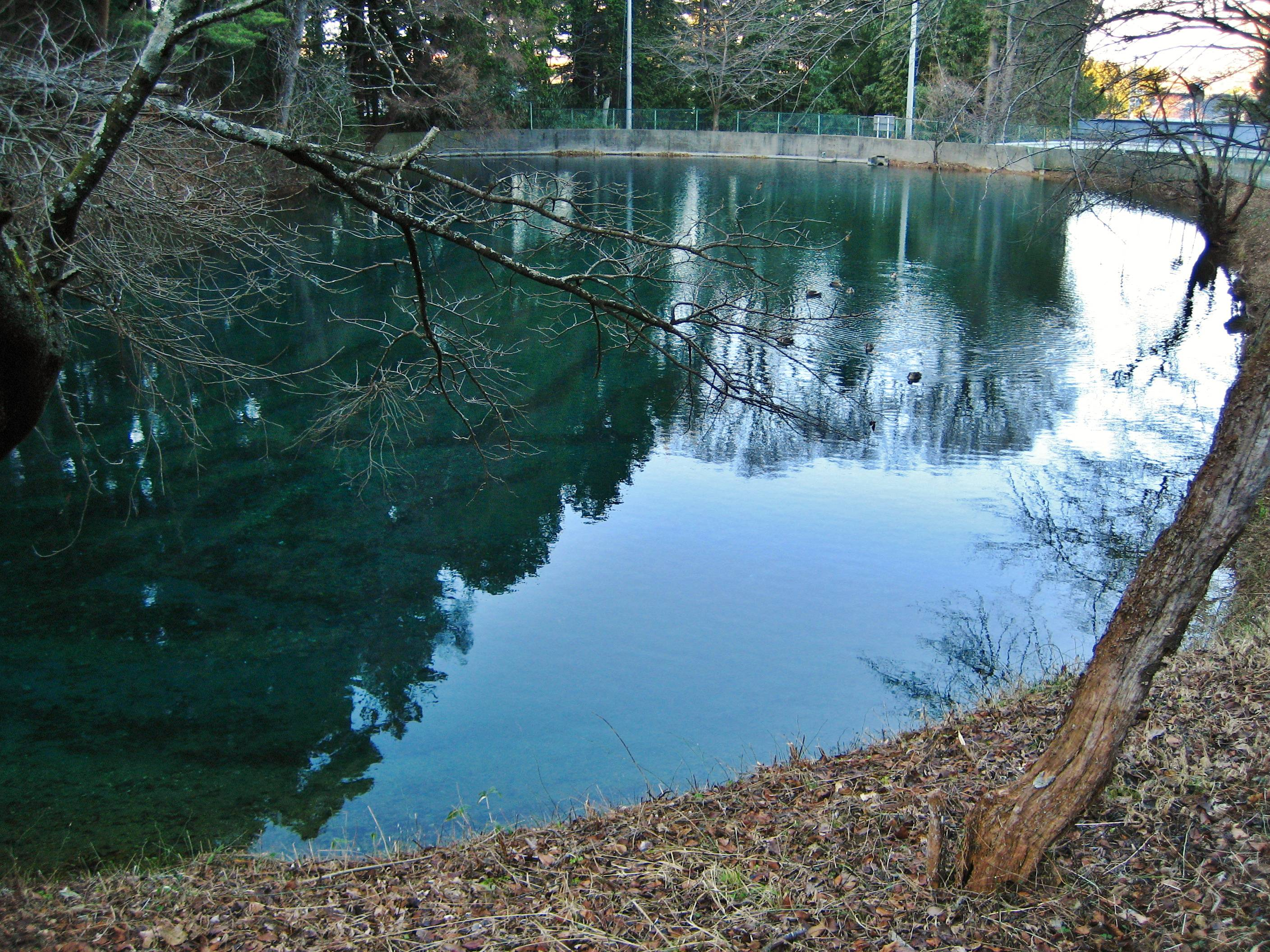
平出の泉 （満水の状態）
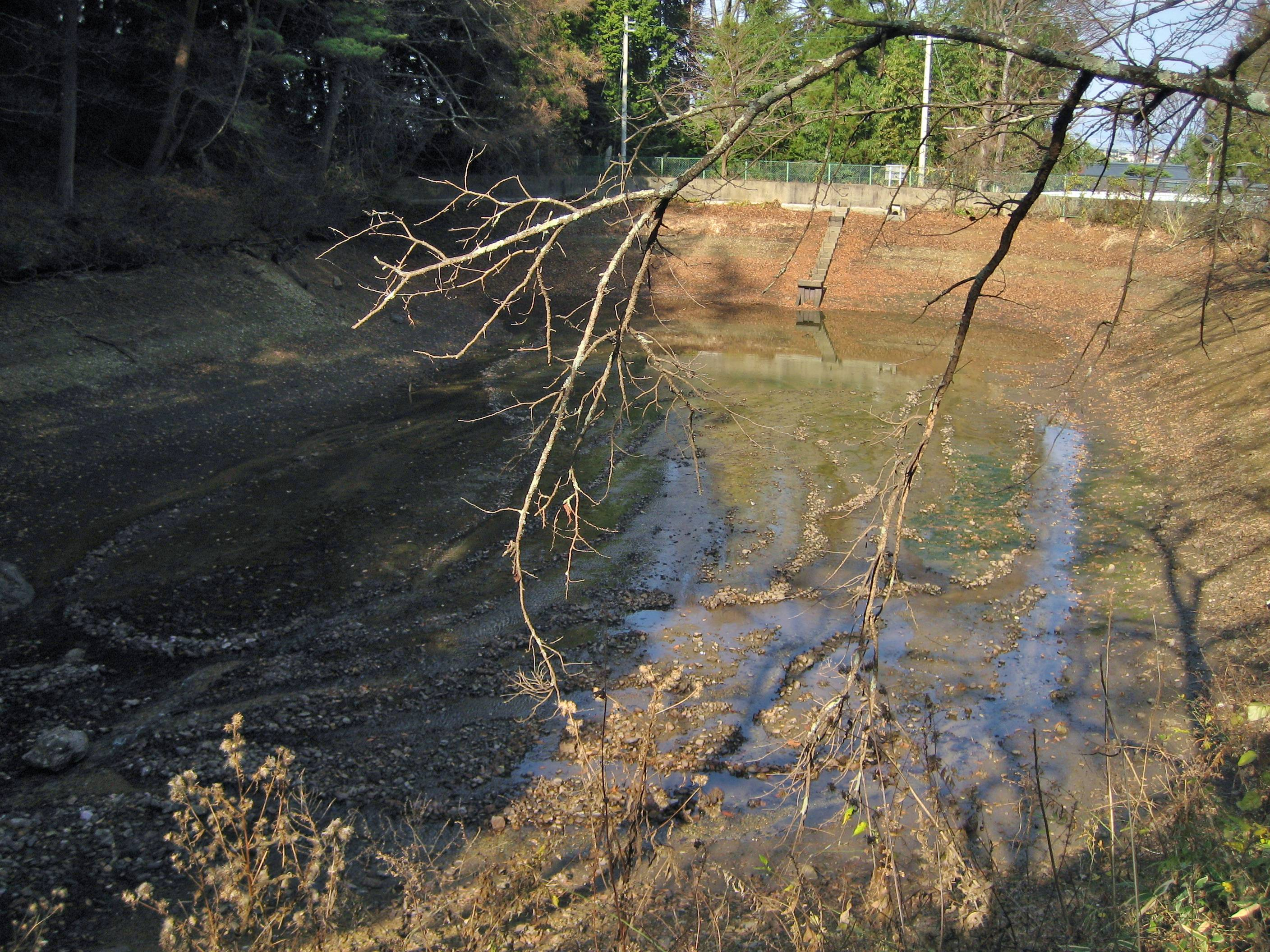
平出の泉 （水を抜いた状態）
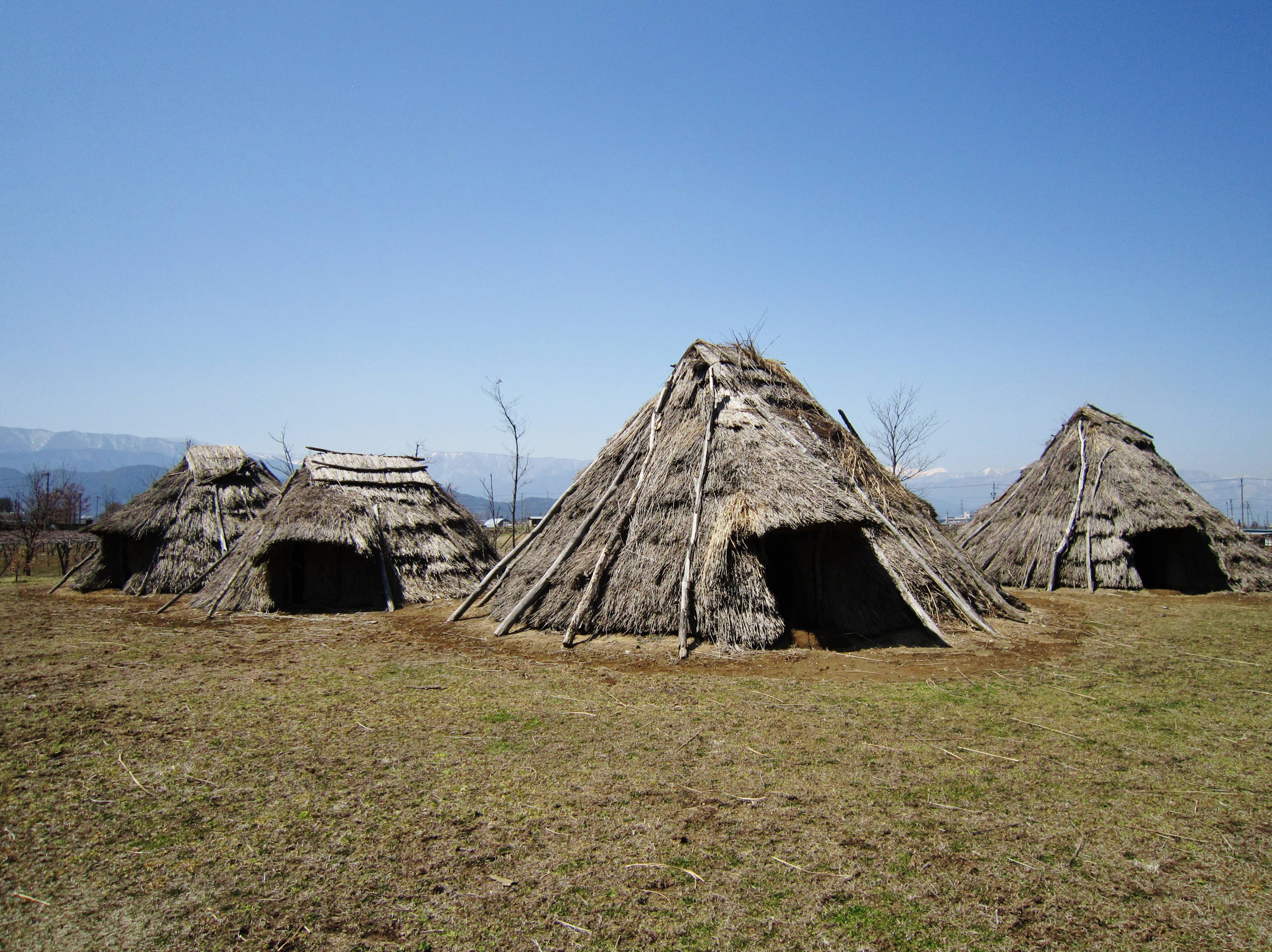
平出遺跡
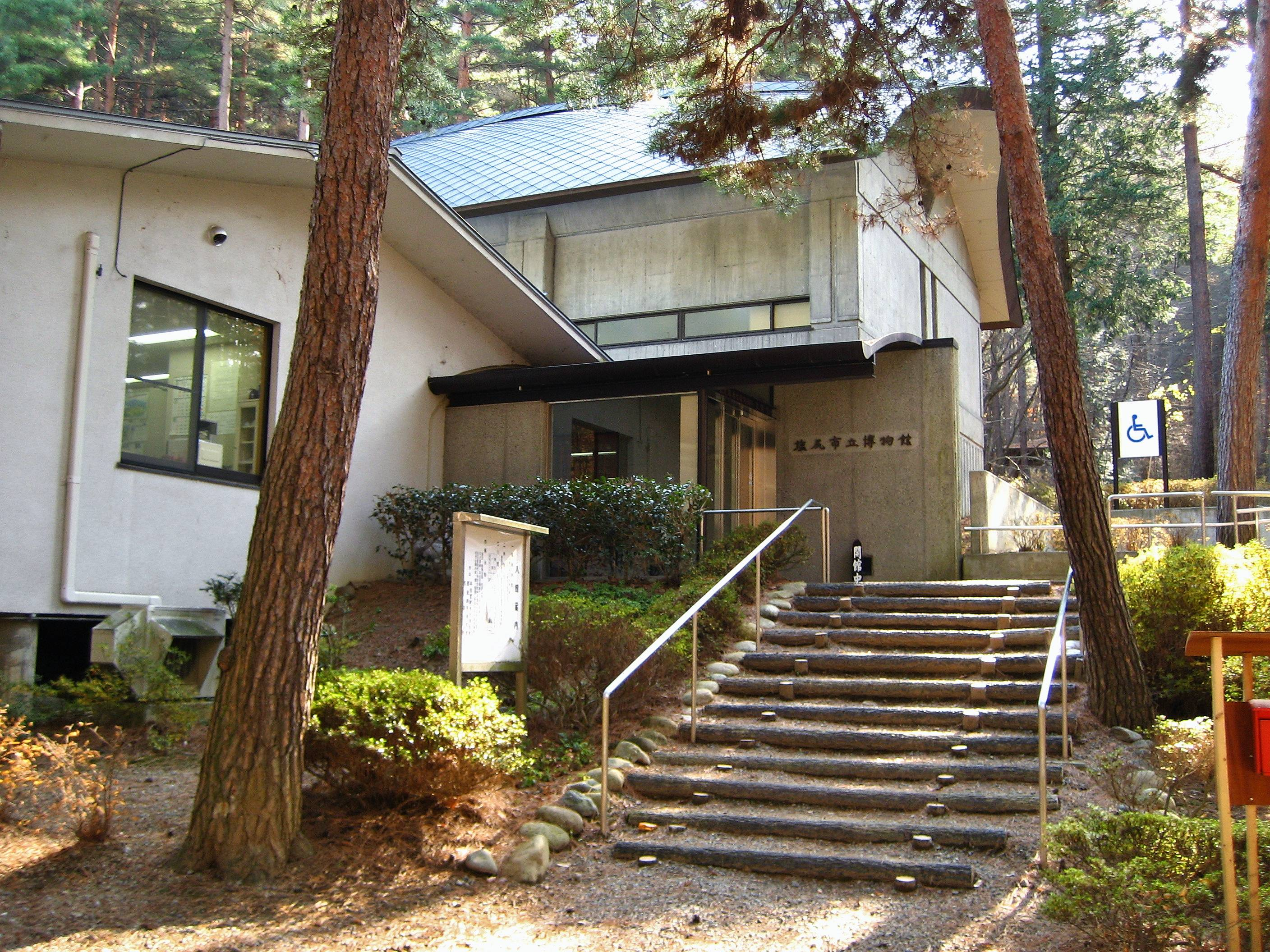
平出遺跡考古博物館

## アクセス
公共交通機関
JR中央本線および篠ノ井線・塩尻駅から旧・中山道を徒歩で30分間。
付近に「平出遺跡口」・「平出博物館前」・「平出遺跡公園口」バス停が設置され、塩尻市地域振興バスが運行されている。